# Carcelia matsukarehae
Carcelia matsukarehae là một loài ruồi trong họ Tachinidae.